# Nausicaä aus dem Tal der Winde (Manga)
Nausicaä aus dem Tal der Winde (jap. 風の谷のナウシカ, Kaze no Tani no Naushika) ist eine Manga-Serie von Hayao Miyazaki. Das Werk handelt vom Kampf mehrerer Völker gegeneinander und gegen eine ihnen feindlich gesinnte Natur in ferner Zukunft. Nausicaä, Prinzessin eines kleinen Volkes, erkennt in der Umweltverschmutzung durch den Menschen den Grund für die Veränderung der Natur und wird in einen Krieg hineingezogen.
Der Manga ist in die Genres Science-Fiction, Fantasy und Drama einzuordnen und wurde 1984 mit dem Anime-Kinofilm Nausicaä aus dem Tal der Winde verfilmt. Der Erfolg des Films, dessen Handlung auf Grund der frühen Verfilmung stark von der des Mangas abweicht, führte zur Gründung des Studio Ghibli.

## Handlung
In der Zukunft wurde die Welt durch die Menschen so sehr verschmutzt, dass nach einem großen Krieg, den „Sieben Tagen des Feuers“, sich ein riesiger giftiger Pilzwald ausbreitete, das „Meer der Fäulnis“. Die Ausbreitung des Waldes wird als „große Flut“ bezeichnet. Dieser ist von riesigen Insekten und ähnlichen Tieren bewohnt, dehnt sich immer weiter aus und verschlingt ein Land nach dem anderen. Versuche, den Wald zu vernichten, führen nur zu Angriffen der Tiere, vor allem der riesigen, asselartigen Ohmu, und damit der weiteren Ausdehnung des Waldes. So ist die Menschheit im Niedergang begriffen.
Nausicaä ist die Prinzessin des „Tals der Winde“, das durch vom Meer kommende Winde vor den Pilzsporen geschützt ist. Sie ist bei ihrem Volk beliebt und hat ein besonderes Gespür für die Natur. Bei der Untersuchung des Meers der Fäulnis entdeckt sie, dass dessen Pflanzen in der Lage sind, den durch die Menschen verseuchten Boden zu reinigen. Als das große Nachbarreich Torumekia gegen das Fürstentum Doruk in den Krieg zieht, muss Nausicaä mit einigen Kriegern aus ihrem Tal, darunter der alte Kämpfer Mito, unter der torumekischen Prinzessin Kushana in den Kampf ziehen. Auch andere kleine Länder müssen Truppen schicken. Kushana jedoch hat zuvor heimlich das ebenso verbündete Pejite angegriffen, da dort ein funktionsfähiger Kriegstitan aus den Sieben Tagen des Feuers gefunden wurde. Mit diesem soll Doruk angegriffen werden, doch flieht die Prinzessin von Pejite und bringt ein wichtiges Teil des Titanen zu Nausicaä, ehe sie stirbt.

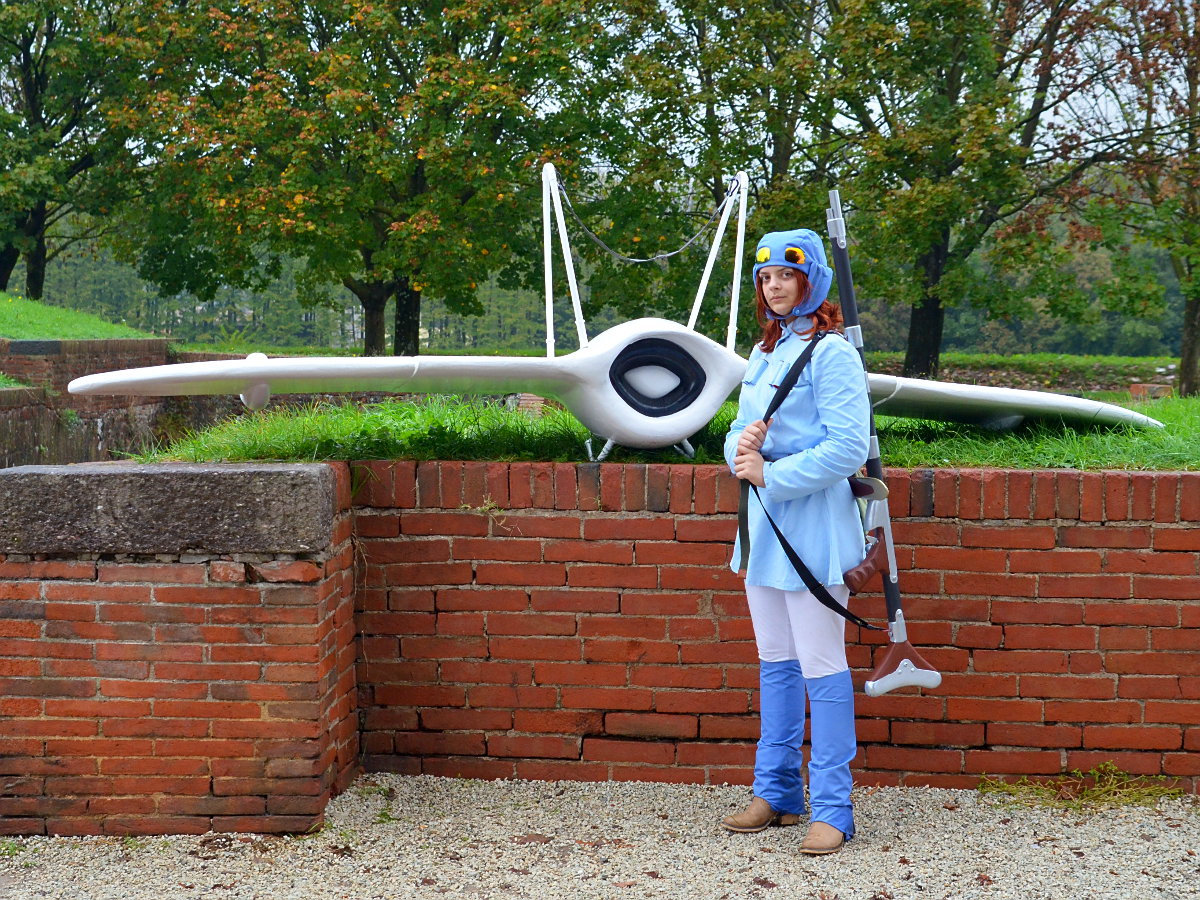
Cosplayerin als Nausicaä mit ihrem Gleiter

Auf dem Weg über das Meer der Fäulnis nach Doruk wird die Flotte Kushanas von Asbel, Prinz von Pejite, angegriffen, der sich rächen will. Schließlich wird er abgeschossen und landet gemeinsam mit Nausicaä, die ihren ebenso abgestürzten Kameraden erst folgte und sich dann von ihnen trennte, in der untersten Schicht des Meers der Fäulnis. Hier ist tatsächlich alles rein und die Luft nicht von giftigem Miasma erfüllt. Nausicaä übergibt Asbel das Teil aus dem Titanen. Als die beiden das Meer der Fäulnis verlassen wollen, werden sie von einem dorukischen Schiff des Mani-Stammes gefangen genommen. Diese greifen mit den Ohmus Kushanas Lager an, indem sie diese mit einer verletzten Ohmularve wütend machen und zum Lager locken. Nausicaä kann fliehen und das Lager warnen, aber wenige entkommen, darunter Nausicaäs Kameraden und Kushana mit einigen ihrer Männer. Kushana weiß nun, dass sie von ihren Brüdern und ihrem Vater verraten wurde. Um die Ohmu zu beruhigen, rettet Nausicaä die Larve, wofür sie die Ohmu heilen. Der Bischof der Mani erkennt, dass es sich bei ihr um das Mädchen aus einer alten Prophezeiung handelt, das die Menschen wieder miteinander und der Natur versöhnen soll, die „Trägerin des blauen Gewandes“, wie auch Nausicaä eines trägt. Nausicaä befürchtet, dass die Dorukianer die kleinen Länder kolonisieren wollen und dass der Krieg zu einer weiteren Ausbreitung des Waldes, einer neuen „großen Flut“ führen wird. Die Doruk-Flotte zieht ab und Nausicaä fliegt mit Kushanas Männern weiter nach Süden.
Mito kehrt mit den anderen in das Tal der Winde zurück und berichtet dort. Während sich die Häuptlinge der Länder beraten, stirbt Nausicaäs Vater. Mitos Gruppe soll Yupa finden, einen berühmten Krieger aus dem Tal der Winde und Lehrer Nausicaäs. Dieser forscht den Insektenbändigern nach, die die Dorukianer für ihre Zwecke einsetzen. In deren Dorf trifft er auf die Mani, in deren Begleitung sich noch immer Asbel befindet. Gemeinsam mit dem Priester der Mani zerstören sie die Zuchtanlage der Insektenbändiger, doch greift sie nun der dorukische Priesterrat und der just eingetroffene Bruder des dorukischen Kaisers an. Der Bischof stirbt, lässt Yupa, Asbel und seine Assistentin Kecha aber flüchten und schickt seinem Volk die Nachricht von der Ankunft des Mädchens aus der alten Prophezeiung. Die Drei werden bald darauf über dem Wald abgeschossen, aber von den Waldmenschen gerettet. Diese leben in Frieden mit der Natur mitten im Meer der Fäulnis; diese naturnahe Lebensart übernahmen sie einst von einer „Trägerin des blauen Gewandes“. Als Yupa, Asbel und Kecha aus dem Wald herauskommen, treffen sie dort auf Mitos Gruppe. Diese haben zuvor die dorukische Flotte beobachtet, als sie mit Hilfe des Volks der Mani den Kriegstitanen aus Pejite nach Doruk, in die heilige Stadt Shuwa, brachte.
Miralupa, Bruder des Kaisers, will nun Nausicaä finden und vernichten, da sie seinen Zielen und seiner Autorität im Wege steht. Doch der Geist des verstorbenen Bischofs schützt sie vor dem Zugriff durch Miralupas übernatürliche Fähigkeiten. In Doruk angekommen, stoßen Kushana und Nausicaä auf einen seltsamen Pilzwald. Schließlich erreichen sie Kushanas Armee, die eingeschlossen ist. Miralupas Flotte trifft ein, doch unter Kushanas Kommando und mit Nausicaäs Hilfe können die Torumekier die Belagerung aufbrechen. Kushana macht sich zum Lager der Armeen ihrer Brüder auf, um deren Schiffe zu stehlen und ihre Armee zu retten. Nausicaä zieht dagegen weiter nach Süden und trifft in einer Oase den Jungen Chikuku. Der kümmert sich um einen alten Mönch, der hier in einem geheimen Tempel einer vom dorukischen Kaiser verbotenen Religion dient. Auch der Mönch erkennt Nausicaäs besondere Fähigkeiten und will sie schützen. Als er stirbt, bricht Nausicaä mit dem übernatürlich begabten Chikuku auf. Währenddessen sind die giftigen Schleimpilze, welche die Dorukianer für den Kriegseinsatz gezüchtet haben, nahe der Front in Doruk außer Kontrolle geraten. Beim chaotischen Versuch, die Pilze noch zu vernichten, flieht Miralupa nach Shuwa. Sein Oberbefehlshaber Chalka rettet kurz darauf Nausicaä, da auch er von ihr beeindruckt ist. Der Pilz verschlingt in dieser Zeit immer mehr, zerstört und vergiftet Städte und Dörfer und die Truppen Doruks fliehen vor ihm. Die Tiere des Meers der Fäulnis ziehen nach Doruk, um die auch für sie giftigen Pilze aufzuhalten.
Auch das Lager der torumekischen Armee wird von den einfallenden Insekten angegriffen. Kushana und einige ihrer Männer überleben den Angriff nur knapp, werden von Yupas und Mitos Gruppe gefunden und von ihnen gefangen genommen. Vor allem Asbel und Kecha stehen ihnen feindlich gegenüber. In Shuwa angekommen wird Miralupa von seinem Bruder Namris getötet, der nun selbst die Regierung übernimmt. Für den Krieg will er den Titanen einsetzen und hat die Hydras, künstlich geschaffene, übermenschliche Kämpfer, aus dem heiligen Grab in Shuwa geholt. Mit ihnen bringt der Kaiser Kushana in seine Gewalt, Yupa folgt ihm auf sein Schiff. Namris will Kushana zu seiner Frau machen und ein neues Kaiserreich gründen, denn große Teile Doruks werden vom Pilz zerstört. Währenddessen haben Nausicaä und Chalka mit seinen Mönchssoldaten die Pilze beobachtet. Diese wollen sich vereinigen und werden von den Tieren des Waldes bereits erwartet. Nausicaä begibt sich allein zum Ort der Vereinigung. Sie erkennt, dass die Insekten dem Pilz nicht feindlich gesinnt sind, sondern sich von ihm fressen lassen, ihn friedlich stimmen und so einen neuen Wald bilden wollen. So lässt auch sie sich fressen, ein Ohmu aber schützt sie davor.

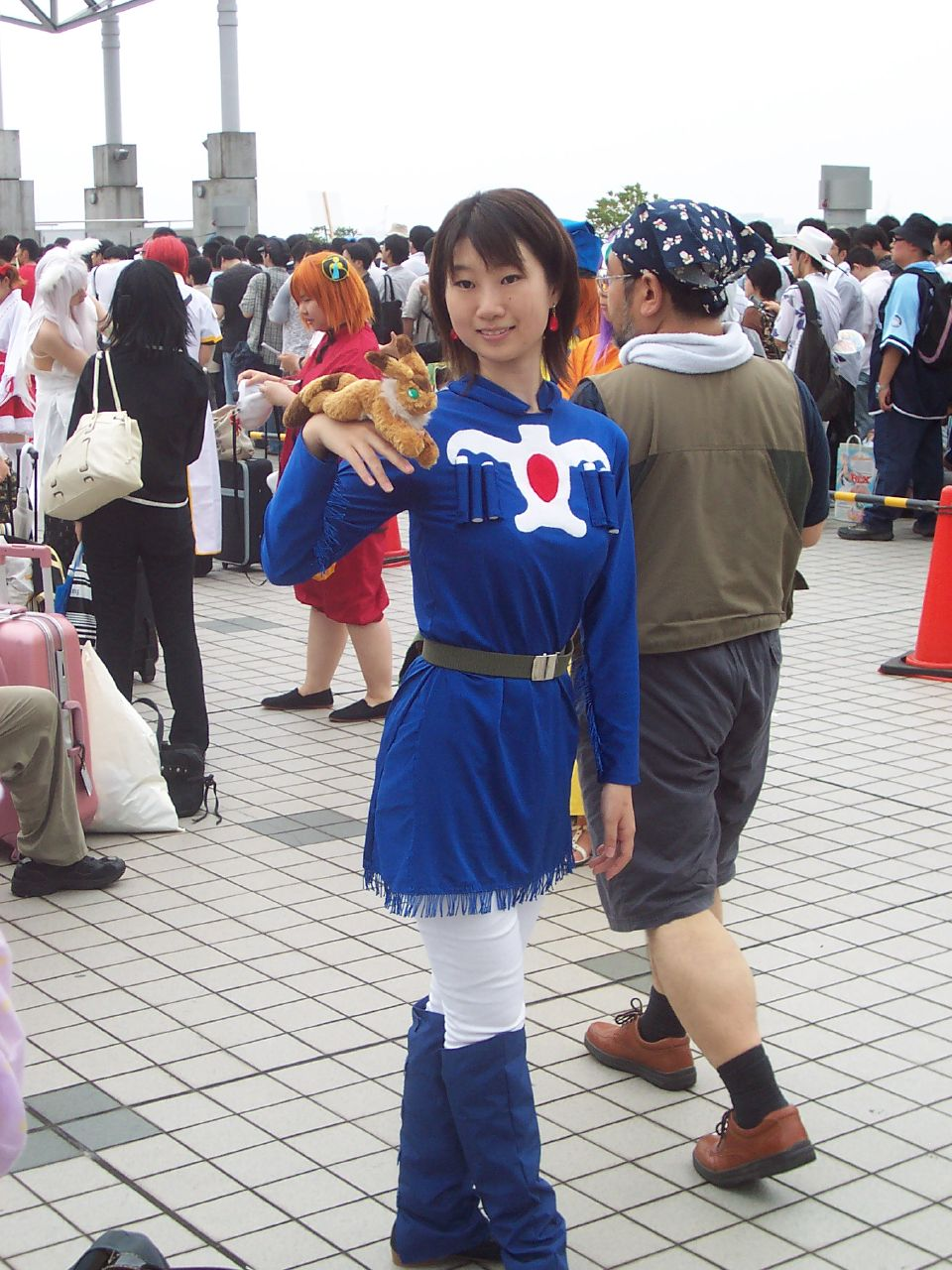
Cosplayerin als Nausicaä

Als aus den Schleimpilzen und den Insekten ein neuer Wald entsteht, strömen die Insektenbändiger herbei, um das früher dorukische Land unter sich aufzuteilen. Nausicaä, die in einem tiefen Schlaf verfallen ist, wird von Chalka, Chikuku und dem Waldmenschen Selm gefunden. Als Chalka zu seiner Truppe zurückkehrt, bleiben die anderen bei ihr, um sie zu wecken. Selm dringt in ihren Traum ein und zeigt ihr den „Wald in ihrem Herzen“ und das Land, das vom Wald gereinigt wurde. Dort leben wieder normale Pflanzen und Tiere und es gibt kein giftiges Miasma. Nausicaä erwacht, lehnt Selms Einladung in den Wald zu gehen aber ab. Sie möchte bei den Menschen bleiben und einen weiteren Krieg verhindern. So fliegt sie zum Schiff des Kaisers, der dort den Priesterrat, darunter Chalka, töten will. Sie kann ihn retten und die versammelten Völker vor dem Krieg, den Namris plant, warnen. Die anwesenden Mani, unter ihnen Kecha und Asbel, helfen ihr daraufhin gegen das Schiff des Kaisers, der Nausicaä angreift. Auch Mito erreicht mit seinen Männern die Flotte, wie auch das Schiff mit dem Titanen. Nausicaä versucht den Titanen zu zerstören, erweckt ihn aber dadurch. Im Chaos des Kampfes übernimmt Kushana mit ihren Soldaten das Schiff des Kaisers und Namris stirbt.
Der Titan hält Nausicaä für seine Mutter und sie kann ihn bändigen. Gemeinsam reisen sie zur Stadt Shuwa, um das heilige Grab, aus dem die Kriegstechniken der Dorukianer stammt, zu verschließen. Als sie fort ist, kommt es fast zu Kämpfen zwischen den Torumekiern unter Kushana und den Dorukischen Soldaten. Yupa kann dies verhindern, verliert dabei jedoch sein Leben. Auf dem Weg nach Shuwa zeigt der Titan Intelligenz und eine eigene Persönlichkeit. Er sagt, dass er als Krieger und Richter erschaffen worden sei. Bei einer Rast gelangt Nausicaä in einen versteckten Garten. Hier werden Pflanzen, Tiere und kulturelle Errungenschaften der Menschheit aus der Zeit vor den Sieben Tagen des Feuers aufbewahrt. Sie erfährt, dass das Meer der Fäulnis und alle seine Pflanzen und Tiere während der Sieben Tage des Feuers von Menschen geschaffen wurden, um die Erde zu reinigen. Auch die nun lebenden Tiere und die Menschen selbst wurden so verändert, dass sie auf der vergifteten Erde leben können. In einer gereinigten Umwelt können diese Menschen und Tiere nicht mehr leben. Für diese Zukunft wurden Lebewesen und Künste in dem Garten erhalten. Nausicaä will dennoch weiter nach Shuwa, um herauszufinden, was sich in dem Grab befindet. Vor dem Garten trifft sie die Gruppe Mitos und die Insektenbändiger, die ihr gefolgt sind, und gemeinsam mit den Insektenbändigern zieht sie nach Shuwa. Der Titan ist bereits ohne Nausicaä dort angekommen, wie auch Mito und Asbel. Die anderen kehren ins Tal der Winde zurück.
In Shuwa, in der auch Torumekias König und dessen Armee eingetroffen sind, kommt es zu einem Kampf zwischen dem Titanen und dem sich verteidigenden Grab. Im Kampfverlauf wird die Stadt eingeebnet, die Armee vernichtet und der Titan besiegt. Der König überlebt und dringt in das Grab ein, in dem ein Orden haust und die Geheimnisse des Grabes erforscht. Königen, die sie unterstützen, gewährt der Orden die Technologien des Grabes. Nausicaä folgt ihm mit den Insektenbändigern, die bezeugen und weitererzählen sollen, was geschieht. Beim Herrn des Grabes angekommen erfahren sie, dass dieser zur Zeit der Sieben Tage des Feuers erschaffen wurde. Er soll die Menschheit nach der Reinigung neu erschaffen. Doch Nausicaä hat erkannt, dass zum Leben neben Reinheit auch Unreinheit, neben Licht auch Schatten gehört, und sich das Leben stets verändert. Das Grab und dessen Plan aber sind starr und wollen die Menschen nur für ihren Zweck einspannen. So ruft sie den Titanen und zerstört mit ihm das Grab, wobei der Titan stirbt. Als das Grab einstürzt, rettet Asbel Nausicaä. Zugleich treffen die restlichen Dorumekianer unter Chalka und die Torumekier unter Kushana ein. Der torumekische König stirbt, nachdem er Nausicaä vor dem letzten Angriff des Grabes geschützt hat. So übernimmt nun Kushana die Regentschaft über Torumekia und die Dorukianer bauen ein neues Land auf.

## Entstehung und Stil

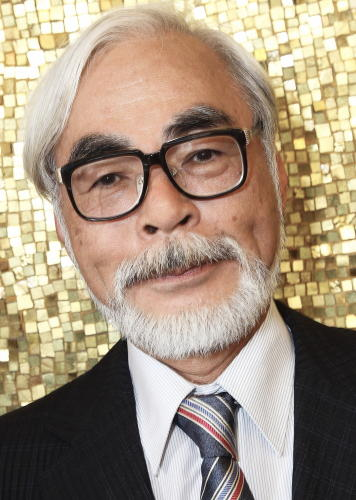
Hayao Miyazaki

Die Zusammenarbeit Miyazakis mit dem Magazin Animage, in dem der Manga veröffentlicht wurde, ergab sich nach seiner Arbeit am Film Das Schloss des Cagliostro 1979, über den das neu gegründete Magazin intensiv berichtet hatte. Über die Freundschaft mit Redakteur Toshio Suzuki konnte Miyazaki nun mehrfach Ideen für Filme an den Verlag heranbringen, da Verlagschef Tokuma Yasuyoshi den Einstieg ins Anime-Geschäft plante. Doch wurden Miyazakis Ideen stets abgelehnt, da sie nicht auf bereits erfolgreichen Mangas basierten. Damals wie auch heute war die Verfilmung von bestehendem Material anstatt Filmen mit originärer Handlung üblich. So bot Suzuki Miyazaki an, eine Mangaserie für das Magazin zu entwickeln. Suzuki selbst hatte vermutlich bereits die spätere Verfilmung geplant, wie es spätere Aussagen nahelegen, Miyazaki hatte das nicht im Sinn und schuf bewusst ein Werk, das sich im Stil deutlich vom zeitgenössischen Anime unterschied.
Die Zeichnungen sind filigran und detailliert, ähnlich einem Kupferstich, dabei nicht in Schwarz-Weiß, sondern einem Braunton gehalten. Der Erzählstil ist wenig filmisch, sondern eher textlastig und der Seitenaufbau und die Panelformen sind einfach. Damit entspricht der Manga eher der europäischen als der japanischen Comictradition. Frederik L. Schodt führt diesen Unterschied auch darauf zurück, dass Miyazaki kein Comiczeichner, sondern Animator sei und damit eine andere Arbeitsweise gewohnt. Miyazaki sagte selbst in einem Interview im Magazin Comic Box, dass er keinen Manga schaffen wollte, der „von den Leuten gelesen wird während sie Soba-Nudeln essen“.
Die Entstehung des Mangas zog sich von 1982 bis 1994 vergleichsweise lang hin, da Miyazaki die Arbeit immer wieder für Filmprojekte ruhen lassen musste. Dabei nutzte er die Filmproduktionen bewusst zur Flucht aus Nausicaä und vor den ernsthaften, düsteren Themen, die er so nicht in seine zugleich produzierten, heitereren Filme einbrachte. Durch diese Pausen und die zunehmende Komplexität der Handlung wurde es auch für Miyazaki selbst immer schwieriger, die Serie fortzusetzen. Auch hatte er die Geschichte nicht zu Ende geplant, sondern ließ sie ohne ein Ende vor Augen von Kapitel zu Kapitel treiben, so wie sie sich ergab. Während der letzten Pause von zwei Jahren bis 1993 wusste Miyazaki nicht mehr, wie er die Geschichte zu Ende bringen sollte, nachdem nun Nausicaä in Besitz des Titanen ist. Nach der Pause entschloss er sich, obwohl das Magazin die Serie ewig hätte weiterlaufen lassen, sie zum Ende zu bringen. Nach Abschluss der Serie sagte er in einem Interview mit dem Magazin Comic Box: „Es war sehr schwer, Nausicaä auch nur ein Jahr fortzusetzen. Ich weiß nicht genau warum, außer dass es schwer ist Dinge zu zeichnen, die man nicht wirklich versteht.“

## Einflüsse und Analyse
Ein Motiv des Mangas ist die Zähigkeit und Belastbarkeit der Natur, die die Gifte der Menschen absorbiert und weiter gedeihen kann. In einer Unterhaltung mit Ernest Callenbach, dem Autor von Ökotopia, sagte Hayao Miyazaki 1985: „Es gab ein großes Ereignis, das zur Erschaffung Nausicaäs führte: die Verschmutzung der japanischen Küste vor Minamata mit Quecksilber. Wegen der Verschmutzungswerte hörten die Menschen in dieser Gegend auf, Fische zu fangen – wenige Jahre später lebten dort wieder Fische, und das weit über dem Maß der üblichen Fischverbreitung. Diese Neuigkeit verursachte mir eine Gänsehaut.“ Mio Bryce und Jason Davis beschreiben den Manga als „postapokalyptische Erkundung ökologischer Themen mit Fokus auf den Shōjo-Charakter Nausicaä als eine jugendliche Vermittlerin zwischen der von Krieg getriebenen Welt der Menschen und der von Insekten dominierten Welt der Natur“. Die riesigen Insekten und die Thematisierung von Kriegszerstörung, alternativen Energien, Windkraft und fortschrittlicher Keramik-Technologien, die in der Handlung von Nausicaä als Teil der Vergangenheit vorkommen, sind Verweise auf aktuelle Interessen und Sorgen in Japan. Miyazaki selbst hat in Interviews immer wieder Zweifel am modernen Lebensstil und Individualismus geäußert.
Die Welt des Comics ist von Miyazakis marxistischen Idealen geprägt, insbesondere das Tal des Windes als eine idealisierte, egalitäre Agrargesellschaft – wenn auch regiert von einem Fürsten. Die gezeigten Lebensweisen entsprechen am ehesten denen des mittelalterlichen oder spätfeudalen Europa oder der asiatischen Steppen. Es gibt aber auch einige moderne Technologie wie Flugapparate, die im starken Kontrast zur sonst sehr einfachen Technik und oft Handarbeit stehen. Als Inspirationen für den Manga gab Miyazaki selbst drei englischsprachige Bücher an. Dies sind Dune, von dessen japanischer Bezeichnung der Sandwürmer sando uomu auch der Name der Ohmu abgeleitet ist; Am Vorabend der Ewigkeit von Brian Aldiss, in dem exotische Pflanzen die Erde überwuchern und ein Junge von einem intelligenten Pilz befallen wird und von ihm die Wahrheit über die Welt erfährt; und Das ferne Ufer aus der Erdsee-Serie von Ursula LeGuin. Aus diesem ließ sich Miyazaki zu der Behandlung der Geheimnisse um Leben und Tod und zur besonderen Beziehung der Hauptfigur zum Wind inspirieren. Und so ähnelt die Entscheidung Nausicaäs am Ende, das Grab mit den Eiern der echten Menschheit zu vernichten und ihre Begründung dafür der Moral des Gespräches zwischen dem Helden Ged und dem unsterblich werden wollenden Cob in Das ferne Ufer, wie Marc Hairston feststellt.
Vorbild für den Charakter Nausicaäs war die phaiakische Prinzessin Nausikaa, so wie sie Bernard Evslin in seinem Lexikon der griechischen Mythologie beschreibt. Sie sei „ein flinkes, fantasiebegabtes, schönes Mädchen“, das sensibel sei und sich mehr für Harfe und Gesang, als für irdisches Glück interessiere. Daher wusch und pflegte sie Odysseus ohne Zögern, als sie ihn blutverschmiert antraf. In der Originalfassung von Homer ist die Figur jedoch anders beschrieben als bei Evslin. Das zweite Vorbild war die Mushi Mezuru Himegimi, „die Insekten liebende Prinzessin“, eine alte japanische Erzählung aus dem Tsutsumi Chūnagon Monogatari, die im 12. Jahrhundert (späte Heian-Zeit) spielt. Diese Prinzessin folgte ihren eigenen Interessen, den an Insekten, und kümmerte sich nicht um Konventionen und das was andere von ihr dachten. Miyazaki verschmolz schließlich beide Figuren zu einer, als er mit Nausicaä begann. Neben der griechischen Mythologie sind auch Elemente aus christlicher und nordischer Mythologie eingeflossen. Elemente der japanischen Kultur kommen nicht offen vor.
Die Themen der Serie sind auch von vorhergehenden Arbeiten Miyazakis beeinflusst. 1978 schuf er auf Grundlage des Romans The Incredible Tide von Alexander Key die Fernsehserie Mirai Shōnen Conan, die sich wie auch später Nausicaä mit dem Umgang des Menschen mit Technologie und deren Auswirkungen auf den Menschen beschäftigt. Bereits in Alexander Keys Roman hat die weibliche Hauptfigur die Fähigkeit, mit Tieren zu sprechen und lebt in einer postapokalyptischen Welt, die von den Auswirkungen von Massenvernichtungswaffen gezeichnet ist. Zugleich gibt es in diesen Themen und einigen Motiven, wie dem die Technik aktivierenden und von einem Mädchen kontrollierten (bzw. kontrollierenden) Edelstein, Überschneidungen mit dem 1986 unter Miyazaki entstanden Ghibli-Film Das Schloss im Himmel. Thomas Lamarre sieht daher in Miyazakis Werken von Conan über den Manga Nausicaä zum Schloss im Himmel die Weiterentwicklung und Variation seiner Beschäftigung mit Technologie und Moderne. Laut Marc Hairston greift Miyazaki die Themen von Nausicaä – das Zusammenleben von Menschen mit der Natur und Kriege zwischen den Menschen – in Prinzessin Mononoke (1997) wieder auf, seinem ersten Film nach Abschluss des Mangas Nausicaä, der zugleich der düsterste seines Schaffens sei, gerade weil Miyazaki hier im Gegensatz zu früheren Filmen der Ausgleich durch den Manga gefehlt habe. Das Ende von Mononoke sei ähnlich ernst wie das des Mangas Nausicaä. Die Figur Nausicaäs habe Miyazaki geteilt: in den rationalen Prinzen Ashitaka und die wilde, naturverbundene San. Auch Miyazakis Musikvideo On Your Mark, von 1995 und sein erstes Werk nach Nausicaä überhaupt, lasse sich nach Hairston im Licht des Mangas lesen. Die im Kurzfilm erst von einer Sekte und dann aus einem Labor befreite geflügelte Gestalt kann als Nausicaä interpretiert werden, die von Miyazaki hier in die Freiheit entlassen wird. Auch kleinere Motive und Szenen aus dem Manga scheinen in späteren Filmen wieder auf, so werden der Kaiser Miralupa in Nausicaä und das Ohngesicht in Chihiros Reise ins Zauberland von den Heldinnen erlöst und begleiten sie dann.
Das Ende, weniger hoffnungsvoll als in der Verfilmung, mache Nausicaä laut Schodt zur endgültigen Zerstörerin der alten Menschheit, um die Menschen ihrer Zeit zu retten. Es sei zudem eine Desillusionierung, dass die Natur des Pilz- und Insektenwaldes wie auch die überlebenden Menschen allesamt von der früheren Menschheit mit Gentechnik erschaffen wurden. Marc Hairston führt das düstere Ende auch darauf zurück, dass Miyazakis marxistische Ideale, die eine Grundlage für die Anlage der Welt in Nausicaä waren, nach dem Fall der Sowjetunion und den Kriegen in Jugoslawien zerfallen waren. Ein glückliches Ende in einer egalitären Gesellschaft war ihm in dieser Zeit unmöglich, sein Blick auf die Zukunft hatte sich zunehmend verdunkelt. So sei die Entwicklung Nausicaäs auch eine Reflexion von Miyazakis eigener Suche nach Antworten zu philosophischen Fragen. Nausicaä nehme viele verschiedenen Rollen ein: Anführerin, Kriegerin, Friedensstifterin, Lehrmeisterin, Mutter und große Schwester, Wissenschaftlerin und schließlich Messias, die Miyazakis Suche und seine Weltsicht zur jeweiligen Zeit widerspiegeln. Der Schlüssel zur Wandlung von Nausicaäs Figur zum Messias liege in der Szene, in der sie im Traum die gereinigte Mitte des Waldes erreicht, so Marc Hairston. Von da an reise sie, um wie in Predigen vor Krieg zu warnen und zu einem friedlichen Leben mit der Natur aufzurufen. Dies finde seinen Gipfel in einem Ende, in dem sie durch die Zerstörung der Eier im Grab die Natur von ihrem Zweck befreit. Erst ohne diesen von den früheren Menschen geplanten Zweck werde sie wieder zur wahren Natur, so wie bei Ursula LeGuins Das ferne Ufer das Leben ohne den Tod kein Leben sein kann. Die Tat, die verhindert, dass Nausicaä ein ähnliches Schicksal erleidet wie der mit hehren Zielen angetretene frühere Kaiser von Doruk, vergleicht Hairston mit der Vernichtung des Rings durch Frodo in Herr der Ringe. Jedoch war dieses Ende unter den Lesern sehr umstritten und auch Miyazaki selbst blieb unsicher, ob er das richtige Ende gewählt hatte.

## Veröffentlichung
Der Manga von Miyazaki Hayao erschien zuerst in den Ausgaben 2/1982 (Januar 1982) bis 3/1994 (Februar 1994) im Magazin Animage des Verlags Tokuma Shoten in Japan. Mit vier Unterbrechungen in der Erscheinung kamen insgesamt 59 Kapitel mit je 16 Seiten heraus. Die Kapitel wurden in sieben Sammelbänden (Tankōbon) zusammengefasst, von denen der erste Juli 1983 erschien. Die weiteren Bände wurden in unregelmäßigen Abständen bis Dezember 1994 veröffentlicht. Die Sammelbände erschienen dabei im größeren Wideban-Format, d. h. hier mit JIS B5, in einem doppelt so großen Format wie für Manga üblich. 1996 erschien eine Neuveröffentlichung als noch einmal größere (DIN A4) Hardcover-Sammlerausgabe (Aizōban) in zwei Bänden, sowie eine „Perfect Collection“ von 1995 bis 1997 in vier Bänden.
Die Serie erschien auf Deutsch bei Carlsen von 2001 bis 2002 unter dem Titel Nausicaä aus dem Tal der Winde. Dabei wurde der Druck wie im japanischen Original in einem Braunton ausgeführt, außerdem wurden die originalen japanischen Lautmalereien und die japanische Leserichtung (von rechts nach links) beibehalten. Die Bände eins bis sechs haben Ausklapp-Poster mit Illustrationen und Karten. 2010 und 2025 folgte eine Neuauflage. In den USA kam der Manga erstmals 1988 bis 1996 bei Viz Communications heraus, in monatlich erscheinenden Heften. 1993 wurde Nausicaä erstmals in Italien veröffentlicht, hier von Granata Press im Albenformat. Diese sehr frühe internationale Veröffentlichung ist vor allem auf Miyazakis Bekanntheit als Regisseur zurückzuführen, von der man sich auch einen Erfolg des Mangas erhoffte. Später erschien er erneut auf Englisch bei Viz Media in sieben Bänden und im fast gleichen Format wie in der Originalausgabe, sowie auf Französisch bei Glénat, Spanisch bei Planeta DeAgostini Comics und Italienisch bei Planet Manga. Auch niederländische, portugiesische, koreanische, kantonesische und chinesische Übersetzungen existieren.

## Weitere Veröffentlichungen

### Film
Bald nach Veröffentlichung der Serie im Animage fragten viele Leser nach, wann der Manga als Film umgesetzt werde. Da die Nachfrage so groß war, finanzierte der Verlag Tokuma Publishing eine Verfilmung unter Regie Hayao Miyazakis. Nausicaä aus dem Tal der Winde kam 1984 in die japanischen Kinos. Da die Handlung des Mangas noch nicht weit fortgeschritten war, wurde für diesen ein eigenes Ende entwickelt. Nausicaä wurde in Japan erfolgreich und erhielt auch Aufmerksamkeit außerhalb des Landes. Die Beteiligten an der Produktion des Films gründeten daraufhin das Studio Ghibli.

### Artbook
1995 erschien unter dem Titel Kaze no tani no Naushika Miyazaki Hayao Suisaiga-shū (風の谷のナウシカ　宮崎駿水彩画集) bei Tokuma Shoten ein erstes Artbook zum Manga, das Illustrationen in Aquarell, Material zum Film und Interviews enthält. Es wurde auch ins Englische und Französische übersetzt. Es folgten weitere Artbooks zu der Film-Adaption.

## Gleiter

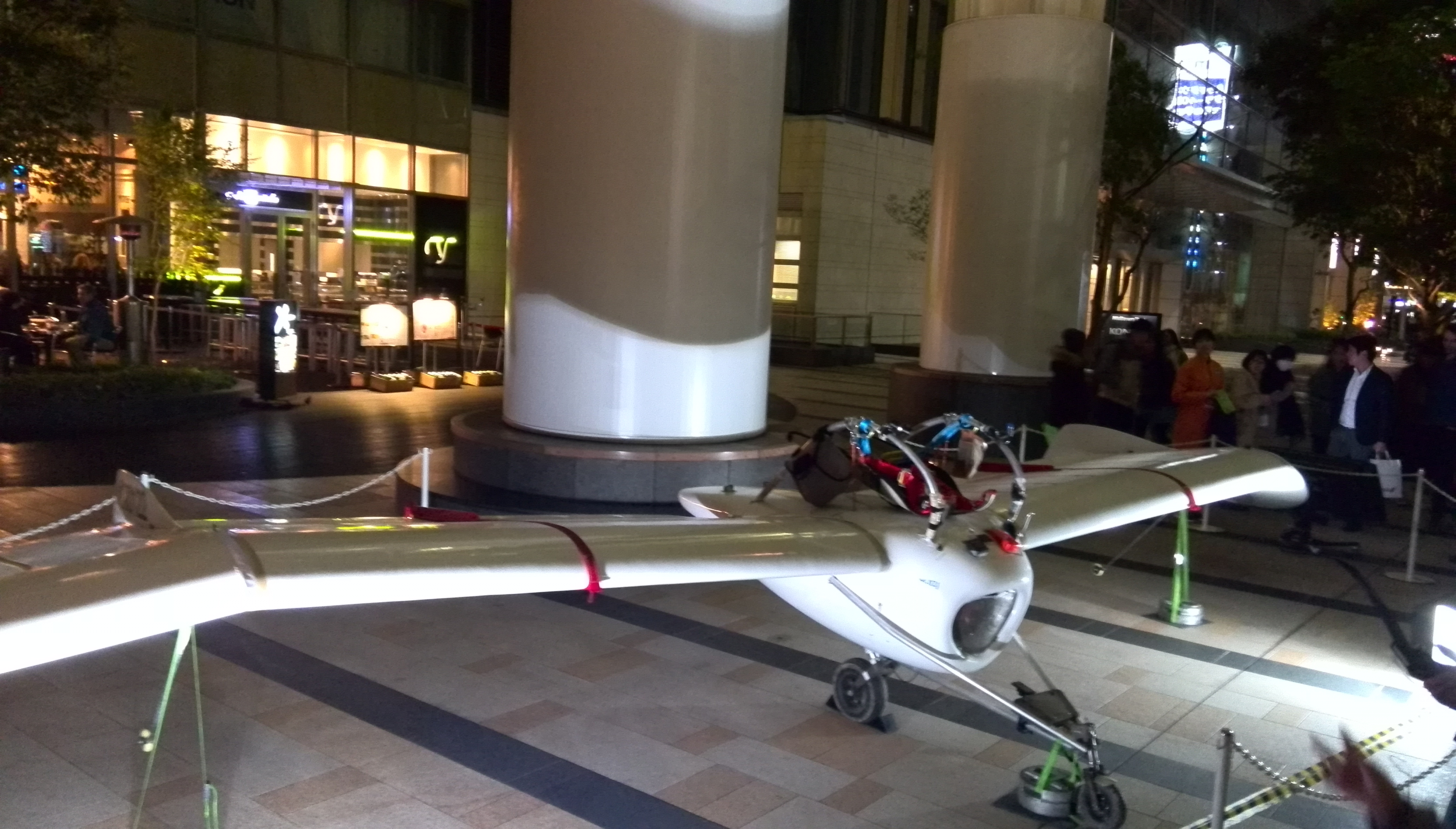
Nachbau des Gleiters von Nausicaä

Die Protagonistin, Nausicaä, besitzt einen Ein-Personen-Gleiter mit Jet-Motor namens Möwe (メーヴェ, Mēve). 2003 wurde das OpenSky Aircraft Project initiiert, das sich zum Ziel gesetzt hat, einen flugfähigen Nachbau des Gleiters anzufertigen. Zwei Gleiter ohne eigenen Antrieb mit den Kodenamen M01 und M02 wurden gebaut. Der erste erfolgreiche Testflug mit einem düsengetriebenen Gleiter (Registrierungsnummer JX0122) fand am 3. September 2013 statt.

## Rezeption
Nausicaä war seit Beginn der Veröffentlichung im Animage ein großer Erfolg. 1994 wurde der Manga mit dem Preis der Japan Manga Artists Association ausgezeichnet, und 1995 mit dem Seiun-Preis, wie schon der Film zehn Jahre zuvor, hier jedoch in der Kategorie Bester Comic. Bis 2008 verkauften sich die Sammelbände mehr als 12 Millionen Mal. Die lange Dauer der Serie betrachtet Jonathan Clements als eine der Ursachen für die anhaltend hohe Popularität der Figur und der Verfilmung. Der Manga habe dem Werk eine Kern-Fanszene über lange Zeit erhalten, auch wenn der von viel mehr Zuschauern gesehene Film schon lange in der Vergangenheit lag.
Im englischsprachigen Raum, insbesondere den USA, war der Manga erfolgreich, sodass er mehrfach neu aufgelegt wurde. Auch von der Kritik wurde er allgemein positiv aufgenommen. Das Werk wird als einzigartiger Klassiker bezeichnet, der sich vor allem durch den eher europäischen Erzählstil von anderen Mangas abhebt. Auch die Vielschichtigkeit und Komplexität der Handlung wird gelobt. Stephen Betts hebt die Abwechslung von dramatischer Action und hintergründigen Szenen hervor, Paul Gravett nennt das Werk eine „ökologische und spirituelle Science-Fiction-Story“, die als eindringliche Warnung an die Menschen konzipiert sei, und Jason Thompson beschreibt Nausicaä als ähnlich düster wie der später entstandene Ghibli-Film Die letzten Glühwürmchen. Miyazaki zeichne in prächtigen, dichten Bildern mit markanter Kreuzschraffur eine zuvor nicht dagewesene Welt, die nur entfernt an die von Dune erinnert. Die Geschichte durchbreche Klischees und konfrontiere Idealismus und Realismus, ende in der Erkenntnis, dass es keine einfachen Antworten gibt. Die größte Ähnlichkeit habe der Manga in seiner Komplexität nicht mit seiner Verfilmung, sondern mit Prinzessin Mononoke, das nach dem Abschluss des Nausicaä-Mangas entstand. Der Stil ähnele eher dem europäischer Zeichner als dem von Mangas. Frederik L. Schodt sieht die Ungewöhnlichkeit des Mangas auch darin, dass er von einem Animator gestaltet sei, keinem Comiczeichner. Alle Elemente der Handlung seien nahtlos miteinander verwoben: eine zukünftige Welt, die an das Mittelalter erinnert, aber deren Themen relevant für die heutige Welt sind. Als Epos sei die Serie vergleichbar mit Phoenix, Herr der Ringe oder Star Wars.
Auch deutsche Kritiker sehen sich bei Nausicaä mit ihren filigranen, detailverliebten Zeichnungen eher an das Werk Moebius’ erinnert als an typische Manga-Stile. Komplexität und Durchdachtheit der Handlung werden gelobt sowie die ökologische Botschaft des Werkes betont. Die AnimaniA schreibt von einem „epischen Meisterwerk“ und „epochalen Öko-Fantasy-Werk“ und Christian Gasser hebt in der taz hervor, dass der Manga trotz „geradezu unerträglicher Reinheit“ der Hauptfigur düster, pessimistisch und vielschichtig sei. Andreas C. Knigge scheut in der Frankfurter Rundschau, wie Schodt, auch den Vergleich mit dem Herr der Ringe nicht. Anlässlich der Neuauflage 2025 bewertet Max Bauer im SWR, dass die Geschichte, die ökologische Themen mit einer tiefgründigen Heldinnenreise verbinde, aktueller wirke denn je. Dabei sei die Heldin „keine klassische Kämpferin, sondern [mehr] eine Forscherin, die das Geheimnis hinter dem scheinbar feindlichen Wald entschlüsselt“. Dabei sei der Stil rauer und härter als in der Verfilmung, Perspektiven und Rhythmen wechseln zwischen den Panels häufig.